# Torre en Cameros
Torre en Cameros is een gemeente in de Spaanse provincie en regio La Rioja met een oppervlakte van 11,64 km². Torre en Cameros telt 13 inwoners (1 januari 2016).

## Demografische ontwikkeling
Bron: INE, 1857-2011: volkstellingen